# Swissminiatur
Swissminiatur er en miniaturepark fra 1959 i Melide i den schweiziske Kanton Tessin.
Swissminiatur dækker over et areal på 14.000 m² med over 130 skalamodeller af patriciervillaer, kirker, borge, mindesmærker og andre interessante bygningsværker fra Schweiz i størrelsesforholdet 1:25. Mellem modellerne ligger der et 3,5 km modeljernbaner med 18 tog, hvortil kommer enkelte tandhjulsbaner og svævebaner foruden modelskibe. Dertil kommer så over 15.000 blomsterarter og over 1.500 træer. I tilslutning til parken finder de besøgende endvidere en legeplads, et cafeteria og en souvenirbutik. Parken har åben fra marts til november og har ca. 200.000 besøgende om året.
I 2003 blev en model af Milanos domkirke optaget i udstillingen i anledning af 200-året for, at Kanton Tessin blev en del af Schweiz. Det er den eneste ikke-schweiziske model i Swissminiatur og skal minde om Tessins tidligere forbindelse til Hertugdømmet Milano.